# Dracontomelon dao
Dracontomelon dao oder der Drachenapfel, ist eine Pflanzenart aus der Gattung Dracontomelon innerhalb der Familie der Sumachgewächse (Anacardiaceae). Sie ist im südlichen Ost- bis Südostasien verbreitet.

## Beschreibung

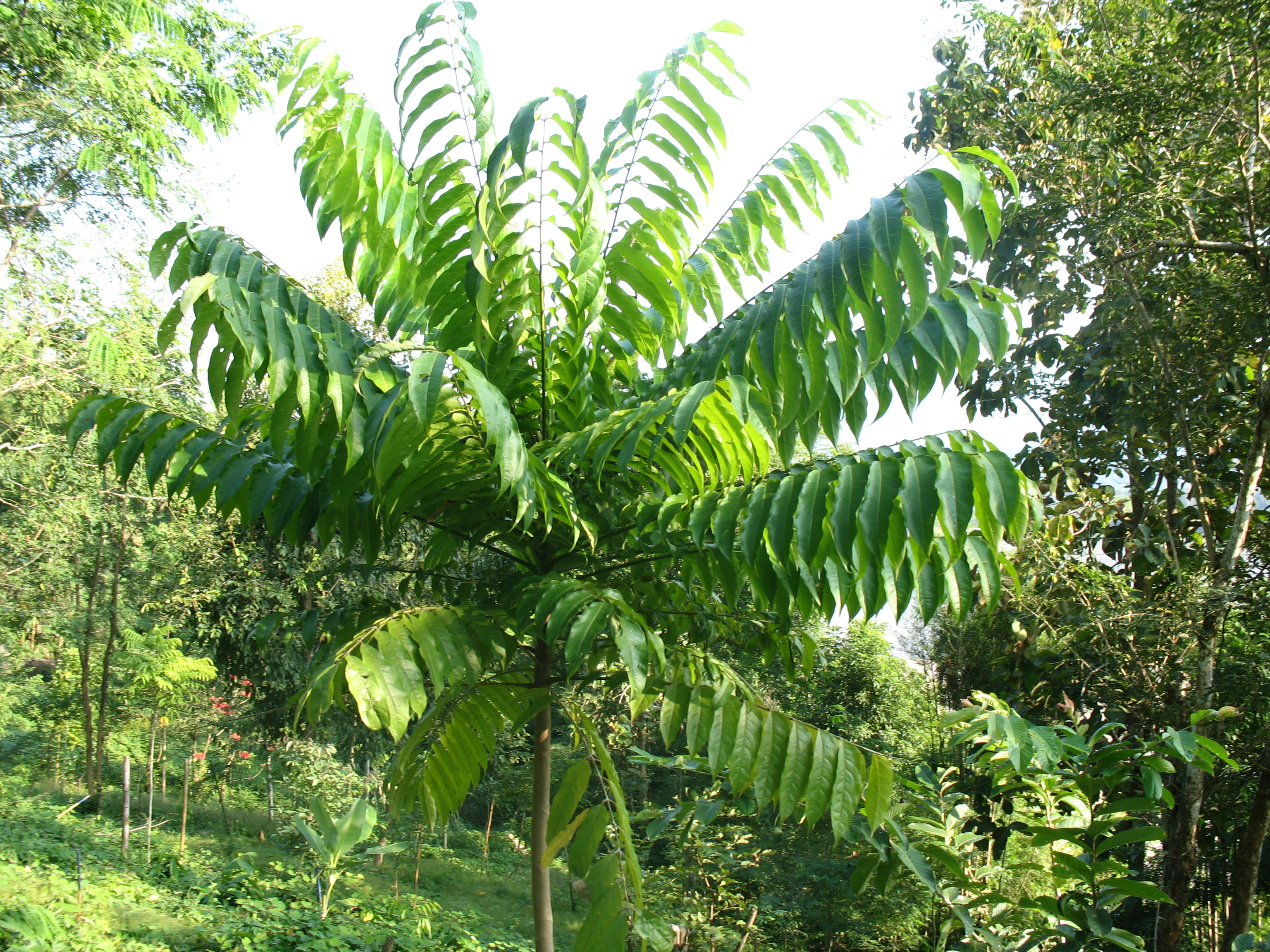
Junges Exemplar

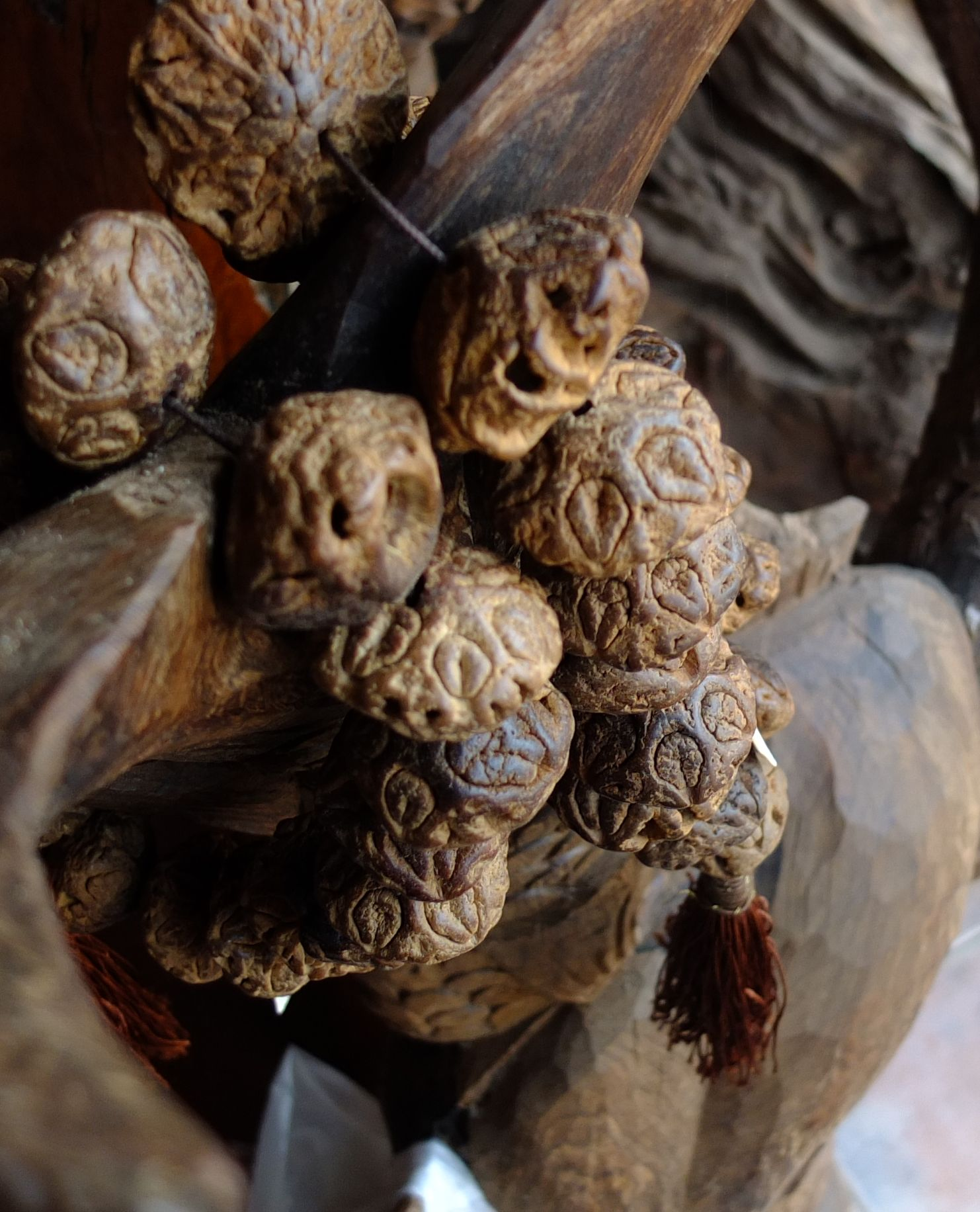
Steinkerne mit Keimdeckeln

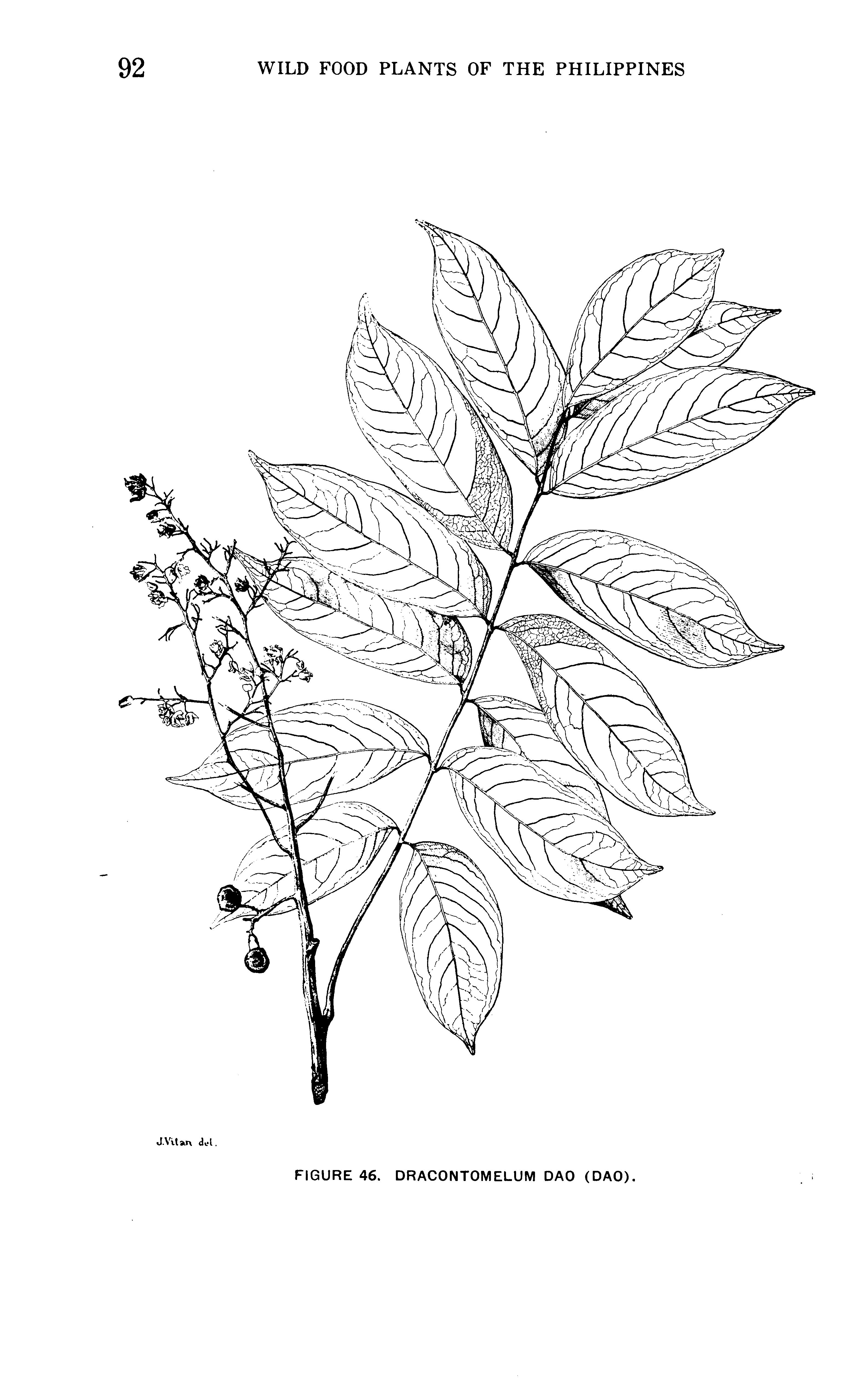
Illustration aus Bulletin, 1903

### Vegetative Merkmale
Dracontomelon dao ist ein großer, meist halbimmergrüner Baum der Wuchshöhen von 20 bis über 55 Meter bei Stammdurchmessern von 120 bis 150 Zentimeter erreichen. Er bildet schmale, teils meterhohe Brettwurzeln aus. Die relativ glatte Borke ist gräulich bis bräunlich und teils schuppig oder abblätternd.
Die spiralig an den Zweigenden angeordneten Laubblätter sind in Blattstiel sowie -spreite gegliedert und insgesamt 25 bis 45 Zentimeter lang. Der Blattstiel ist 8 bis 16 Zentimeter lang. Die leicht ledrige Blattspreite in meistens unpaarig gefiedert. Die fast sitzenden bis kurz gestielten Blättchen sind fast kahl und 10 bis 20 Zentimeter lang und 5 bis 10 Zentimeter breit. Das endständige Blättchen ist länger gestielt. Die ganzrandigen Blättchen sind eiförmig bis -lanzettlich oder lanzettlich mit spitzem bis zugespitztem oder geschwänztem oberen Ende. Die Fiedernervatur ist heller. Es können Domatien vorhanden sein. Nebenblätter fehlen.

### Generative Merkmale
Die end- oder achselständigen rispigen Blütenstände sind bis zu 50 Zentimeter lang und leicht fein behaart und enthalten gestielte Blüten. Die leicht duftenden und zwittrigen, relativ kleinen Blüten sind fünfzählig mit doppelter Blütenhülle. Die spitzen, kurz verwachsenen Kelchblätter sind grünlich und eiförmig. Die Kronblätter sind weiß und spatelförmig mit zurückgelegter Spitze.
Es sind zehn relativ kurze, eingeschlossene Staubblätter und ein intrastaminaler Diskus vorhanden. Es sind fünf einzelne und oberständige, teils verwachsene oder eng anliegende Stempel mit jeweils einem kurzen Griffel mit kopfiger Narbe vorhanden.
Die grünliche bis gelbliche oder rötliche und bräunlich gefleckte Steinfrüchte sind bei einer Größe von 2,5 bis 3,5 Zentimeter rundlich, mit oft beständigem Kelch. Die harten, rundlichen und konischen sowie abgeflachten, stark skulptierten, grubigen und bräunlichen, fünfkammerigen Steinkerne haben fünf kleine Keimdeckel (Operculum). In den befruchteten Fächern sitzen kleine und eiförmige bis ellipsoide Samen.

## Systematik
Die Erstbeschreibung erfolgte 1837 unter dem Namen Basionym Paliurus dao durch Francisco Manuel Blanco in Flora de Filipinas, Seite 174. Die Neukombination zu Dracontomelon dao (Blanco) Merr. & Rolfe erfolgte 1908 durch Elmer Drew Merrill und Robert Allen Rolfe in Philippine Journal of Science, Band 3, Seite 108.
Weitere Synonyme für Dracontomelon dao (Blanco) Merr. & Rolfe sind: Dracontomelon brachyphyllum Ridl., Dracontomelon celebicum Koord., Dracontomelon cumingianum (Baill.) Baill., Dracontomelon edule (Blanco) Skeels, Dracontomelon lamiyo (Blanco) Merr., Dracontomelon laxum Schum., Dracontomelon mangiferum (Blume) Blume, Dracontomelon puberulum Miq., Dracontomelon sylvestre Blume, Comeurya cumingiana Baill., Paliurus dao Blanco, Paliurus edulis Blanco, Paliurus lamiyo Blanco, Pomum draconum Rumph., Pomum draconum silvestre Rumph., Poupartia mangifera Blume.

## Verwendung
Die süß-sauren Früchte und die Samen sind essbar. Die Früchte werden roh oder gekocht verwendet.
Die Blüten und die Blätter werden gekocht verwendet. Die Rinde, die Blätter und die Früchte werden medizinisch verwendet.
Das mittelschwere und -harte aber wenig beständige Holz wird für verschiedene Anwendungen genutzt. Es kann, wegen seiner optischen und sonstigen Ähnlichkeit, als Ersatz für Nussbaumholz verwendet werden. Es ist auch bekannt als Paldao oder Dao-Nussbaum.